# Ein Fragment aus dem Leben dreier Freunde
Ein Fragment aus dem Leben dreier Freunde ist eine Erzählung von E. T. A. Hoffmann, deren Niederschrift vor dem Sommer 1817 abgeschlossen wurde und die 1818 im „Wintergarten“ bei den Gebrüdern Wilmans in Frankfurt am Main von Stephan Schütze herausgegeben wurde. 1819 erschien der Text im zweiten Abschnitt des ersten Bandes der Sammlung Die Serapionsbrüder bei G. Reimer in Berlin.
Zwischen schwärmerischer Liebe und bürgerlicher Ehe besteht ein kleiner Unterschied. Drei gute Freunde werben um dasselbe Fräulein. Natürlich kann nur einer der drei jungen Männer die Schöne kriegen. Segebrecht kommentiert das unter Umständen irreführende Wort „Fragment“ im Titel. E. T. A. Hoffmann meint mit „Fragment“ so etwas wie den Ausschnitt aus dem Leben der Drei. Denn die Geschichte ist „kunstvoll konstruiert“ und in sich geschlossen.

## Handlung
Am Pfingstmontag treffen sich Alexander, Marzell und Severin im Weberschen Zelt. Das ist eine „ordinaire Kneipe“ im Berliner Tiergarten (In den Zelten). Alexander ist in Erbschaftsangelegenheiten aus der Provinz angereist. Seine alleinstehende, vermögende Tante ist verstorben. Die Soldaten Marzell und Severin haben den letzten Feldzug überlebt und suchen ziviles Leben. Man erzählt sich Gespenstergeschichten. Alexander beginnt mit einem nächtlichen Erlebnis, das sich neulich zur Geisterstunde in der Wohnung seiner seligen Berliner Tante zugetragen hatte: „Da ergriff mich plötzlich jene Angst der Geisternähe, die ich nie gekannt, ich fühlte, wie kalter Schweiß auf der Stirn tropfte, und wie in seinem Eise gefroren mein Haar sich emporspießte … ein seltsames widriges Räuspern – ein lang gedehnter Seufzer. – In dem Augenblick wankte eine lange weiße Gestalt aus der Wand hervor; ich ging unter in dem Eisstrom des tiefsten Entsetzens, mir schwanden die Sinne.“ Darauf steuert Marzell ein ähnliches „Erlebnis“ bei, das er ebenfalls erst kürzlich in seiner Berliner Unterkunft durchmachen musste. Bei Lichte besehen hatte es sich bei dem „Geist“ allerdings nur um einen unzurechnungsfähigen, aber sonst freundlichen Nachbarn gehandelt. Schließlich bewundern die drei Freunde ein schönes junges Mädchen, das in Begleitung – offenbar ihrer Eltern – das Zelt aufsucht.
Am Pfingstmontag des übernächsten Jahres treffen sich die Drei wieder in ebendemselben Tiergarten-Lokal. Marzell kommt aus dem letzten Feldzug. Alexander überrascht die beiden Freunde: Seit einem Jahr sei er verheiratet. Diesmal erzählt man sich keine Gespenstergeschichten. Marzell berichtet von einem Besuch bei einem gewissen Geheimen Rat Asling in der neuen Grünstraße. Dort war er vor knapp zwei Jahren zufällig jenem schönen Fräulein – Pauline Asling mit Namen – begegnet; hatte Nachricht von deren verwundeten Cousin Leopold aus dem Hospital zu Deuz überbracht. Der Geheime Rat war aus dem Häuschen gewesen. Marzell durfte wiederkommen, wann er wollte. Marzell hatte das ausgenutzt, hatte Pauline einen Antrag gemacht und war aber nicht an das ersehnte Ziel gelangt. Desillusioniert hatte er sich noch am selben Tag freiwillig zum nächsten Feldzug gemeldet. Auch Severin war dem Fräulein Pauline Asling vor knapp zwei Jahren begegnet. Der junge Mann war abgewiesen worden und – wie Marzell – daraufhin zur Armee gegangen. Zuletzt erzählt Alexander seine Geschichte. Darin begegnet er seiner künftigen Frau und heiratet sie. Pauline kommt an dem Tisch der drei Herren im Tiergarten vorbei. Alexander stellt sie den beiden Freunden als sein „liebes Weiblein“ vor.

## Form
Der Serapionsbruder Ottmar (Julius Eduard Hitzig) liest aus seinem Manuskript vor.
Als Binnenerzähler wechseln sich die drei Freunde ab. Die beiden Freiheitskämpfer Marzell und Severin erzählen offen und ehrlich. Nur sie nennen zum frühestmöglichen Zeitpunkt die Namen Pauline, Geheimer Rat Asling und „neue Grünstraße“. Der Erbe Alexander hingegen lässt zwei dunkle Punkte. Erstens nennt er erst im letzten Satz des Textes den Namen seiner Frau und zweitens verschweigt er den Namen der Straße, in der seine Erbtante zu Lebzeiten wohnte, aus gutem Grund. Hätte Alexander weiter vorn im Text von der Grünstraße gesprochen, wäre vielleicht ein Rückschluss auf Pauline als seine Angebetete möglich gewesen. Entsprechendes trifft für die Geistergeschichten zu. Während zum Beispiel Marzell zugibt, dass in seiner Geschichte ein Lebendiger, nämlich der wahnsinnige geheime Secretair Nettelmann, um Mitternacht spukt, lässt Alexander den Namen des weiblichen Gespenstes in seiner Geschichte wohlweislich offen. Die letztgenannte Unterlassung ist allerdings keine Sünde. Denn der Leser und die beiden Zuhörer können schließen, der Geist in Alexanders Schlafraum muss Jungfer Anne, die ebenfalls lebendige Haushälterin der seligen Tante, gewesen sein.

## Rezeption
- E. T. A. Hoffmann wertet seine Geschichte gleich selbst. Er lässt den Erzähler Ottmar im Anschluss an seinen Vortrag urteilen: „Indem ich meine Erzählung las, fühlte ich es deutlich, daß sie zu wenig fantastisch ist, sich zu sehr in den gewöhnlichen Kreisen bewegt.“[10]
- Mann und Frau können sich gar nicht verstehen. Unter solch altbekannter Prämisse hat Reinhardt-Becker den Text genauer untersucht: Marzell und Severin verlieren. Alexander gewinnt das Spiel um Pauline. In dem Gewinner/Verlierer-Zusammenhang weist Kaiser auf die feinsinnige Pointe hin: Hat Alexander mit dieser Frau wirklich den Hauptgewinn gezogen?[11]
- Mancher Hinweis zu der „lustspielhaften Konstruktion“ findet sich bei Segebrecht.[12] Er nennt Arbeiten von Hans von Müller (München 1921), Lee B. Jennings (1984) und Heinz Brüggemann (Berlin 1989).[13] Während von Müller und Brüggemann auf das Berlin-Kolorit eingehen, seziert Jennings den Hoffmannschen „Spuk“.

### Die Erstausgabe in den Serapionsbrüdern
- Ein Fragment aus dem Leben dreier Freunde. In: Die Serapionsbrüder. Gesammelte Erzählungen und Mährchen. Herausgegeben von E. T. A. Hoffmann. Erster Band. Berlin 1819. Bei G. Reimer. 604 Seiten[14]

### Verwendete Ausgabe
- E. T. A. Hoffmann: Ein Fragment aus dem Leben dreier Freunde. In: Wulf Segebrecht (Hrsg.): E. T. A. Hoffmann: Die Serapions-Brüder. Deutscher Klassiker Verlag im Taschenbuch. Bd. 28. Frankfurt am Main 2008, ISBN 978-3-618-68028-4, S. 129–176 (entspricht: Bd. 4 in: Wulf Segebrecht (Hrsg.): E. T. A. Hoffmann: Sämtliche Werke in sieben Bänden. Frankfurt am Main 2001)

### Sekundärliteratur
- Gerhard R. Kaiser: E. T. A. Hoffmann. Metzler, Stuttgart 1988, ISBN 3-476-10243-2 (Sammlung Metzler; 243; Realien zur Literatur).
- Helmut de Boor, Richard Newald: Geschichte der deutschen Literatur von den Anfängen bis zur Gegenwart. Band 7: Gerhard Schulz: Die deutsche Literatur zwischen Französischer Revolution und Restauration. Teil 2: Das Zeitalter der Napoleonischen Kriege und der Restauration. 1806–1830. Beck, München 1989, ISBN 3-406-09399-X.
- Elke Reinhardt-Becker: Seelenbund oder Partnerschaft? Liebessemantiken in der Literatur der Romantik und der Neuen Sachlichkeit. Campus, Frankfurt am Main 2005, ISBN 978-3-593-37723-0, S. 187–195.

## Anmerkung
1. ↑  
Die Neue Grünstraße führt in Berlin-Mitte von der Kommandantenstraße nordost- und dann nordwärts in Richtung Spreeinsel zur Wallstraße. Neue Grünstraße. In: Straßennamenlexikon des Luisenstädtischen Bildungsvereins (beim Kaupert)